# Павлівка (Пологівський район)
Павлі́вка — село в Україні, у Гуляйпільській міській громаді Пологівського району Запорізької області. Населення становить 84 особи. До 2016 орган місцевого самоврядування — Гуляйпільська міська рада.

## Географія
Село Павлівка розташоване на правому березі річки Янчур, вище за течією на відстані 1,5 км розташоване село Нововасилівське, нижче за течією на відстані 1,5 км розташоване село Привільне, на протилежному березі — село Успенівка.

## Історія
12 червня 2020 року, відповідно до розпорядження Кабінету Міністрів України № 713-р «Про визначення адміністративних центрів та затвердження територій територіальних громад Запорізької області», увійшло до складу Гуляйпільської міської громади.
19 липня 2020 року, у результаті адміністративно-територіальної реформи та ліквідації Гуляйпільського району, село увійшло до складу Пологівського району.

## Населення
Згідно з переписом УРСР 1989 року чисельність наявного населення села становила 96 осіб, з яких 40 чоловіків та 56 жінок.
За переписом населення України 2001 року в селі мешкали 84 особи.

### Мова
Розподіл населення за рідною мовою за даними перепису 2001 року:
| Мова       | Відсоток |
| ---------- | -------- |
| українська | 94,05 %  |
| російська  | 3,57 %   |
| білоруська | 2,38 %   |